# Sarcohyla floresi
Sarcohyla floresi — вид жаб родини райкових (Hylidae). Описаний у 2020 році.

## Назва
Вид названо на честь Оскара Флореса Вілельї — дослідника та викладача Національного автономного університету Мексики.

## Поширення
Ендемік Мексики. Поширений у горах Південна Сьєрра-Мадре у штаті Герреро на заході країни.